# Ерік Вайгенмаєр
Ерік Вайгенмаєр (англ. Erik Weihenmayer, нар. 23 вересня 1968) американський альпініст, шукач пригод, письменник, активіст та мотиваційний оратор. Найбільш відомий тим, що будучи сліпим, підкорив численні гори, зокрема Еверест та інші з Сімох вершин.

## Раннє життя та освіта
Вайгенмаєр народився 23 вересня 1968 у Принстоні, штат Нью-Джерсі. У віці 15 місяців йому поставили діагноз ювенільний ретиношизис, і сліпота очікувалася до 13 років. Коли йому було 4 роки, родина переїхала до Корал-Гейблз, штат Флорида, а в 1975 році — до Гонконгу, де він навчався у Гонконзькій міжнародній школі з 2 по 6 клас. Поступово сліпнучи, Вайгенмайєр противився використанню тростини та вивченню шрифту Брайля, оскільки прагнув зберегти спосіб життя зрячої людини.
Після повернення до США Вайгенмайєр та його родина оселилися у Вестоні, штат Коннектикуті, де він навчався у середній школі Вестона. У школі він зайнявся боротьбою та врешті очолив і представляв Коннектикут на Національному чемпіонаті з вільної боротьби серед юніорів в Айові. У 16 років він почав користуватися послугами собаки-поводиря. Тоді ж він спробував себе у скелелазінні та виявив у себе природний дар видряпуватися по стіні, використовуючи руки та ноги для пошуку зачіпок.
Вайгенмаєр закінчив Бостонський коледж, отримавши подвійну спеціалізацію з англійської мови та комунікацій. Він працював шкільним вчителем у Кембриджі, штат Массачусетс, потім у Парадайс-Вейлі, штат Аризона, де познайомився зі своєю колегою-вчителькою та майбутньою дружиною Еллі Рівз. Також він працював тренером з боротьби у Фініксі.
Вайгенмайєр отримав почесні ступені від Ліхайського університету, Коледж Лафайєт, Коледжу Бебсон, Гірського коледжу Колорадо, Університету Вермонта, Університету Леслі та Університету Аризони.

## Спортивна кар'єра

### Сім вершин
Першою великою горою Вайгенмаєра була Деналі в 1995 році, а в 2004 році разом з Джеффом Евансом, Сабріє Тенберкен та шістьма сліпими тибетськими підлітками він піднявся північним боком Евересту на висоту близько 6550 м — вище, ніж коли-небудь піднімалася будь-яка група сліпих людей. Документальний фільм, заснований на цьому проєкті, «Сліпий зір», вийшов у 2006 році.
25 травня 2001 року Вайгенмайер став першою незрячою людиною, яка досягла вершини гори Еверест. За цей подвиг він був удостоєний статті з ілюстрацією на обкладинці у журналі «Time».
Він завершив сходження на всі Сім вершин у вересні 2002 року, приєднавшись до 150 альпіністів, які на той час отримали це досягнення, і будучи єдиним незрячим серед них. У 2008 році він також додав до цього списку Піраміду Карстенса в Індонезії (найвищу вершину Австралазії), таким чином отримавши більш шановане досягнення зі сходження на Вісім вершин.

### Скелелазіння
Вайгенмайер піднявся на скельні та крижані вершини по всьому світу. Серед них перше сліпе сходження на Ніс гори Ель-Капітан в Йосеміті, складне альпійське сходження на Альпамайо в Перу та сходження на рідко підкорюваний 700-метровий замерзлий водоспад у Непалі.

### Каякінг
У вересні 2014 року Вайгенмайер та осліплий ветеран ВМС Лонні Бедвелл пропливли на каяках через весь Великий каньйон.

### Інші досягнення
У 2006 році Вайгенмайєр створив «Adventure Team Challenge» — перші у своєму роді пригодницькі перегони, в яких змагаються команди спортсменів з інвалідністю та без інвалідності; його команда перемагала п'ять років поспіль. У 2010 році він взяв участь у гірській велогонці «Leadville 100» на тандемі з висотою понад 10 000 футів, знову ставши першою незрячою людиною, яка завершила змагання світового класу. У 2011 році команда Вайгенмаєра «Team No Limits» взяла участь в реаліті-шоу каналу ABC «Expedition Impossible», що являє собою пригодницькі перегони пустелями та горами Марокко, посівши друге місце.
Він також завершив Primal Quest, пригодницькі перегони на 740 кілометрів.

## Книги
Окрім того, що Вайгенмаєр є шукачем пригод та оратором, він також є автором кількох книг. Його перша книга, «Доторкнутися до вершини світу: подорож сліпої людини, щоб піднятися далі, ніж бачить око» (англ. Touch the Top of the World: A Blind Man's Journey to Climb Farther Than the Eye can See), вийшла у 2002 році та була опублікована у дванадцяти країнах дев'ятьма мовами. Publishers Weekly описує мемуари Вайгенмаєра як «зворушливі та сповнені пригод, Вайгенмаєр розповідає свою надзвичайну історію з гумором, чесністю та яскравими деталями, а його стійкість та ентузіазм глибоко надихають». Книга була екранізована A&E та випущена на DVD компанією Sony.
У другій своїй книзі, «Переваги негараздів: перетворення щоденних труднощів на щоденну велич» (англ. The Adversity Advantage: Turning Everyday Struggles Into Everyday Greatness, яка побачила світ у 2006 році, Вайгенмаєр ділиться своїми важко здобутими уроками та практичними порадами щодо використання негараздів як палива для зростання та інновацій. Стівен Кові, автор книги «7 звичок надзвичайно ефективних людей», зазначив: «Ця книга спонукала мене уважно поглянути на себе з усвідомленням того, як виклики мого життя можуть бути паливом, яке дозволить мені плисти проти течії, проти культурних течій, проти всіх форм негараздів, властивих моїм найважливішим цілям».
Третя книга Вайгенмаєра «Без бар'єрів: подорож сліпої людини до сплаву на каяку по Великому каньйону» (англ. No Barriers: A Blind Man's Journey to Kayak the Grand Canyon була опублікована у 2017 році. Це також мемуари, які описують спуск на каяках Великим каньйоном і має за мету підбадьорення тих, хто зіткнувся з перешкодами на шляху до своїх цілей. Провідний літературний журнал Kirkus Reviews написав: «Вайгенмаєр представляє захопливу історію пригод про надважкий альпінізм та каякінг по бурхливій воді, але він також пропонує і ширші життєві уроки. Чудова данина величі людського духу».

## Поява у ЗМІ та фільмах

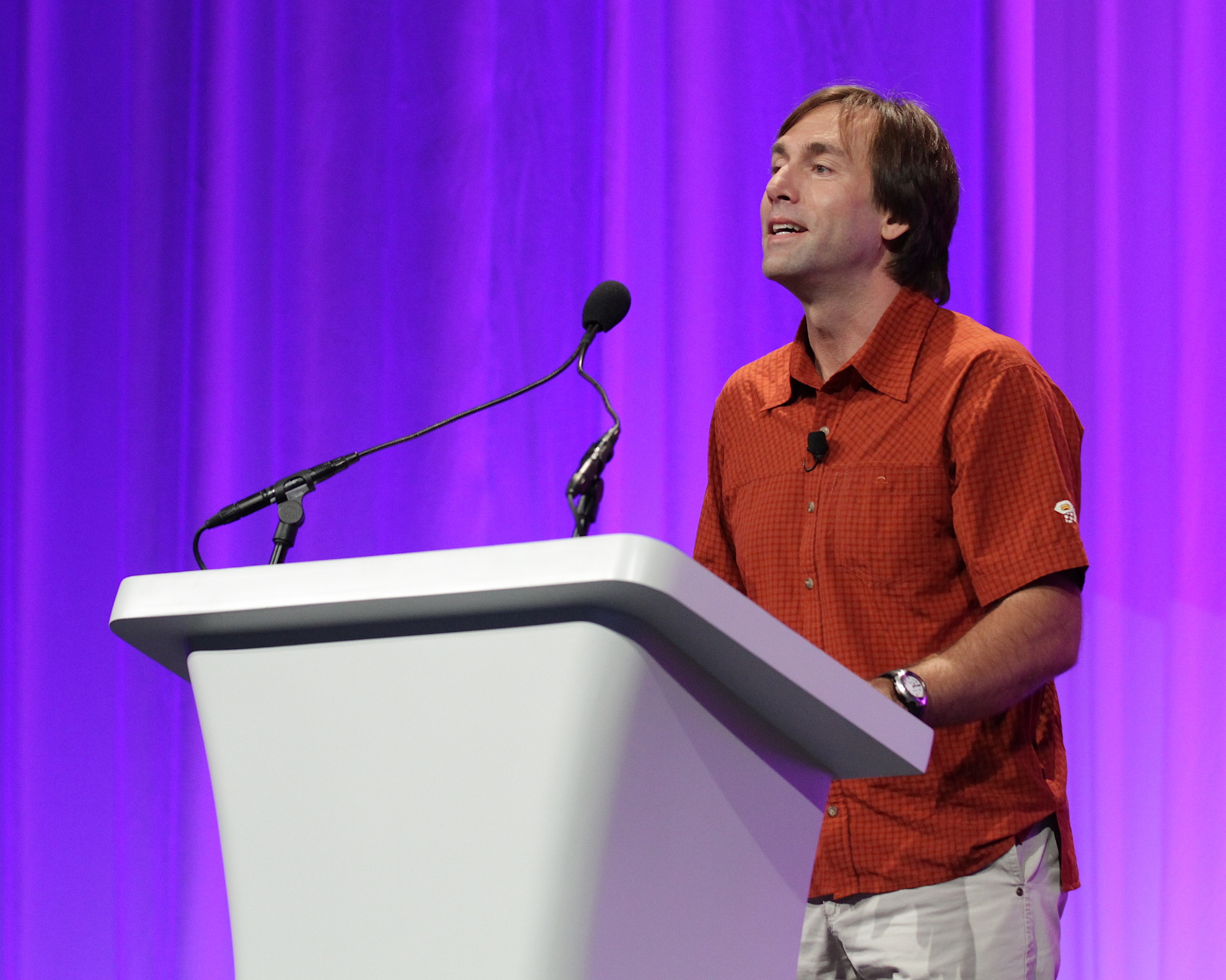
Вайгенмаєр у 2012

Пригоди Вайгенмаєра принесли йому десятки нагород, визнань та телевізійних інтерв'ю. Він отримав премію ESPY, премію Кейсі Мартіна від Nike та премію імені Гелен Келлер за досягнення всього життя.
Вайгенмаєр з'являвся в численних телешоу, таких як Today Show та Nightly News на каналі NBC, у шоу Опри, Good Morning America, Welcome to Earth, Nightline та Tonight Show. Він був зображений на обкладинці журналів Time, Outside та Climbing.
Вайгенмаєр ніс смолоскипи на Літніх Олімпійських іграх 1996 року в Атланті та Зимових Олімпійських іграх 2002 року в Солт-Лейк-Сіті.
Документальний фільм про його сходження на Еверест «Далі, ніж око бачить» (англ. Farther Than the Eye Can See) увійшов до списку 20 найкращих пригодницьких фільмів усіх часів за версією журналу «Men's Journal» і отримав перший приз на 21 міжнародному кінофестивалі та був номінований на дві премії «Еммі».
Документальний фільм «Сліпий погляд» (англ. Blindsight) про сходження Вайнгенмайєра та шістьох членів його команди на Еверест разом з групою сліпих тибетських учнів отримав премію «People's Choice Awards» на кінофестивалях у Лос-Анджелесі, Лондоні та Берліні, а в кінотеатрах він вийшов у 2007 році та отримав високі оцінки кінокритиків.
У 2017 році журнал Men's Journal назвав Вайгенмаєра одним із «25 найавантюрніших чоловіків останніх 25 років».
У 2023 році Вайгенмайер знявся у фільмі «Життя — це скелелазіння» (англ. Life is Climbing) про сліпого альпініста Коітіро Кобаяші.

## Зовнішні посилання
- Офіційний сайт
- Біографія та статистика Вайгенмаєра на 7ummits.com [Архівовано 2006-10-29 у Wayback Machine.]